# Aigars Krikis
Aigars Krikis –en ruso, Айгарс Крикис– (28 de agosto de 1954-15 de febrero de 1999) fue un deportista soviético que compitió en luge en la modalidad doble. Ganó una medalla de oro en el Campeonato Mundial de Luge de 1978, y una medalla de bronce en el Campeonato Europeo de Luge de 1976.

## Palmarés internacional
| Campeonato Mundial | Campeonato Mundial    | Campeonato Mundial | Campeonato Mundial |
| Año                | Lugar                 | Medalla            | Prueba             |
| ------------------ | --------------------- | ------------------ | ------------------ |
| 1978               | Imst (Austria)        | Medalla de oro     | Doble              |
| Campeonato Europeo |                       |                    |                    |
| Año                | Lugar                 | Medalla            | Prueba             |
| 1976               | Hammarstrand (Suecia) | Medalla de bronce  | Doble              |